# Hennadij Sawlewytsch
Hennadij Sawlewytsch (ukrainisch Геннадій Савлевич, englische Transkription Hennadiy Savlevych, russisch Геннадий Савлевич Gennadi Sawlewitsch; * 1. Mai 1947) ist ein ehemaliger ukrainischer Leichtathlet, der für die Sowjetunion im Dreisprung an den Start ging. Seinen größten sportlichen Erfolg feierte er mit dem Gewinn der Bronzemedaille bei den Halleneuropameisterschaften 1971 in Sofia.

## Sportliche Laufbahn
Erste internationale Erfahrungen sammelte Hennadij Sawlewytsch vermutlich im Jahr 1971, als er bei den Halleneuropameisterschaften in Sofia mit einer Weite von 16,24 m die Bronzemedaille hinter seinem Landsmann Wiktor Sanejew und Carol Corbu aus Rumänien gewann. Im August belegte er dann bei den Freiluft-Europameisterschaften in Helsinki mit 16,24 m den achten Platz. Daraufhin trat er nicht mehr international in Erscheinung.